# Bané (tổng)
 Bané  là một tổng Boulgou (tỉnh) ở phía đông Burkina Faso. Thủ phủ là thị xã Bané. Theo điều tra dân số năm 1996, tổng này có tổng dân số 22.923 người.

## Các thị xã và làng xã
- Bané (1 095 dân) (thủ phủ)
- Bantougri (2 964 dân)
- Boumbin (732 dân)
- Dabaré (1 184 dân)
- Dattou (1 280 dân)
- Douré (817 dân)
- Gomin (882 dân)
- Hortougou (250 dân)
- Karema (312 dân)
- Koabgtenga (1 095 dân)
- Léré (684 dân)
- Naï (1 168 dân)
- Nazé (602 dân)
- Ouâda (5 604 dân)
- Oumnoghin (2 118 dân)
- Patin (456 dân)
- Soadin (670 dân)
- Toabin (559 dân)
- Zougbilin (451 dân)